# Mouvement cécilien
Ne doit pas être confondu avec Académie nationale Sainte-Cécile.
Le mouvement cécilien est un mouvement de renouveau de la musique sacrée catholique,  qui s’est formé au XIXe siècle. Il s’est développé en Autriche et en Allemagne, en particulier dans la ville bavaroise de Ratisbonne qui en a été un foyer important. L’influence de ce mouvement éphémère s’est donc surtout limitée aux pays germanophones, sans atteindre une réelle diffusion internationale.

## Optique du mouvement cécilien
Le mouvement se propose de rétablir une tradition ancienne en matière de liturgie catholique, contre la tendance à la musique sacrée théâtrale qui avait cours au XIXe siècle. Il refuse donc les chants liturgiques accompagnés par orchestre, ceux de Wolfgang Amadeus Mozart, de Joseph Haydn, ou de Ludwig van Beethoven par exemple. Le mouvement renoue au contraire avec la tradition musicale héritée de Giovanni Pierluigi da Palestrina († 1594), dont l’œuvre donne une grande place au chant polyphonique et a cappella. Sa musique est considérée comme idéale pour la célébration catholique, dans l’esprit du rite tridentin qui a été codifié par le concile de Trente, et qui constitue le modèle liturgique du mouvement .
Le mouvement cécilien devient une association en 1868, dont Franz Xaver Witt précise plus tard, dans la revue Musica sacra, les principaux objectifs et les grandes lignes :
1. Usage de chant dans la liturgie ;
2. Application de la technique contrapuntique de Palestrina pour les nouvelles compositions de chorale ;
3. Usage des instruments à vent pour l'accompagnement ;
4. Pratique des hymnes en langue vulgaire.

La quatrième revendication, assez polémique, ne trouve finalement pas d’écho dans le mouvement cécilien, en tout cas pas dans tous les pays,. La troisième est l’objet d’un désaccord avec quelques compositeurs catholiques qui n’écrivent que des pièces a cappella, comme Fortunato Santini, ou Pietro Alfieri. L'idée de Witt se veut en réalité tout à fait traditionnelle, ces instruments ayant certainement été utilisés dans la musique ancienne.

## Historique

### Origine
Le mouvement doit beaucoup, paradoxalement, aux protestants allemands qui apprécient les œuvres de Giovanni Pierluigi da Palestrina. Parmi ces personnalités, on compte par exemple Johann Friedrich Reichardt († 1814), Ernst Theodor Amadeus Hoffmann († 1822), Anton Friedrich Justus Thibaut († 1840) et Christian Karl Josias von Bunsen († 1860). Ceux-ci font jouer les pièces de la Renaissance dans des salles de concert, parce que le latin est interdit dans leurs temples.
En s’inspirant de cette sensibilité, mais dans une perspective différente, les catholiques veulent retrouver ces polyphonies, au cœur de la liturgie. En 1816, Caspar Ett († 1847) fait chanter le Miserere de Gregorio Allegri dans sa ville Munich. Il compose ensuite ses propres œuvres sous l’influence des pièces de la Renaissance ; il commence aussi à réintroduire le chant grégorien.
Le mouvement se développe donc, pendant la première moitié du XIXe siècle, dans les pays germanophones, dans les régions d’Autriche et en Bavière, où la pratique catholique reste forte. La ville de Ratisbonne, au milieu du siècle, devient par la suite son centre principal,  Carl Proske y possédant un grand nombre de manuscrits de pièces polyphoniques, qu'il a cherchés et acquis en Italie. Le prêtre allemand découvre ainsi, le 22 avril 1835 à Rome, une transcription de l'Officium Defunctorum de Tomás Luis de Victoria, dans les archives de San Giacomo degli Spagnoli. L'œuvre est publiée en 1874, dans la seconde série de Musica divina, par Haberl. La bibliothèque du père Proske est un lieu fondamental pour le mouvement. Il faut souligner en outre le rôle important pour l’évolution du mouvement de ceux qui chantent et jouent ces pièces, comme les Petits Chanteurs (Regensburger Domspatzen) de la cathédrale Saint-Pierre de Ratisbonne, dont l'école a l'intention de former les enfants à l’interprétation de ce répertoire .
Johann Baptist Singenberger, originaire de la Suisse, fait partie des enseignants de cette institution. Il est envoyé aux États-Unis, à la suite d'une demande de l'archevêque de Milwaukee, Johann Martin Henni. En collaboration avec lui, Singenberger fonde en 1871 une école de musique, dans le Wisconsin, il lance la Société américaine de Sainte-Cécile, et crée la revue The Caecilia, dans le but de donner au mouvement une portée internationale et universelle.

### Évolution du mouvement
Le mouvement cécilien devient une force importante dès la première moitié du XIXe siècle. À partir des années 1840 jusqu'à 1903, il contribue à améliorer la pratique de la musique sacrée catholique et à préparer la réforme liturgique de Pie X.
Il faut cependant attendre l'année 1868 pour que le mouvement soit bien organisé. Cette année-là, l'Association de Sainte-Cécile (Allgemeine Caecilien Verband) est fondée à Bamberg, par Franz Xaver Witt,. Elle est placée sous le patronage de sainte Cécile, la patronne des organistes, et plus généralement des musiciens, façon d’exprimer symboliquement les vues musicales et liturgiques du mouvement. Witt publie des œuvres de la Renaissance et en 1868, la revue Musica sacra éditée par l’association, commence à paraître,, précédée par le journal Fliegende Blätter für Katholischen Kirchen-Musik (1866) [lire en ligne].
Le mouvement obtient à partir de ce moment des soutiens officiels. L'année suivante, en 1869, il est plébiscité par les évêques allemands lors du premier concile œcuménique du Vatican. Puis en 1871, un privilège de 30 ans est donné à l'édition de Ratisbonne, entre autres soutiens octroyés par le Saint-Siège. Cette dernière, éditée par Franz Xaver Haberl, est un livre de chant monodique, et non polyphonique. Mais ce soutien, permet au livre d’entrer en usage au Vatican, à la chapelle Sixtine. On attribue alors l'origine de cette édition à Palestrina, une erreur qui renforce son autorité.
Grâce à un document juridique daté du 27 février 1937, et qui concerne les accords du Latran, on sait avec exactitude que l’association italienne de Sainte-Cécile est fondée le 16 décembre 1870. Son président est  nommé par le pape Pie IX . Il n'est néanmoins pas certain qu'il s'agisse d'une fondation liée à l'association de Bamberg ou rattachée à l'association présente à Rome depuis 1585.

### Mouvement cécilien et grands compositeurs
Le mouvement connait toutefois des adversaires parmi les compositeurs célèbres, qui continuent à composer leurs œuvres religieuses dans le goût de l'époque. C’est le cas, notamment, de Giuseppe Verdi, et de Gioachino Rossini,.
Il y a en revanche dans les pièces de Franz Liszt une certaine hésitation. Liszt est l'un de rares grands compositeurs à participer au mouvement cécilien, mais la plupart de ses pièces sont quasiment abandonnées, car elles sont considérées comme profanes par les catholiques, et comme catholiques par les protestants. Quoi qu'il en soit, Liszt apprécie Franz Witt, au point qu'en 1873, à l’occasion de la fondation de l'Académie de musique de Budapest, il propose Witt pour le poste de premier président, poste qu’il ne veut pas accepter lui-même.
Anton Bruckner, lui aussi, est proche du mouvement cécilien. Sa Messe en mi mineur, en particulier, se caractérise par un contrepoint qui rappelle Palestrina et par son recours aux instruments à vent. Si Bruckner n’adhère jamais à l'association de Sainte-Cécile, il est évident qu'il étudie en profondeur les œuvres de Palestrina et les recommandations du mouvement. D'autres œuvres s’inscrivent dans cette veine-là, comme Os justi, WAB 30 et Pange lingua, WAB 33. La première pièce est ainsi dédiée à Ignaz Traumihler, compositeur cécilien et maître de chapelle de l'abbaye de Saint-Florian, où Bruckner est organiste.
Bruckner est capable, exceptionnellement, de combiner la musique de l'époque avec le modèle cécilien. Pour certains compositeurs, il s’agit d'un conflit, et d’une entreprise difficile. Anthony Ruff, théologien bénédictin, considère, lui, que les critères céciliens ont un tel caractère théologique que la composition est réalisable, si une formation musicale de qualité est disponible au sein des grands diocèses.

### Concurrence avec l'abbaye de Solesmes
Dans la deuxième moitié du XIXe siècle, le mouvement cécilien se heurte à d’autres mouvements de promotion de la musique grégorienne dont la restauration est prônée par le congrès pour la restauration du plain-chant et de la musique de l'Église, qui se tient à Paris en 1860. Pour ce qui est de la polyphonie et de l’édition, le mouvement occupe une place unique. Mais l’édition de Ratisbonne de pièces de plain-chant réalisée par Franz Xaver Haberl, qui succède à Carl Proske, ne fait que reprendre l'Édition médicéenne, publiée par le Vatican entre 1614 et 1615, avec un grand nombre de modifications inexplicables . Le manque de qualité de cette édition, dite néo-médicéenne, porte préjudice au mouvement cécilien au début du XXe siècle, alors même que de nombreuses publications de pièces polyphoniques, réalisées par Haberl sont, elles, appréciées : ce dernier édite ainsi les œuvres complètes de Palestrina des tomes X à XXXIII chez Breitkopf & Härtel. Parfois, lorsque certaines œuvres se révèlent incomplètes, Haberl n’hésite pas à faire composer les parties manquantes, par exemple pour Victimæ paschali laudes de Palestrina, pièce à 8 voix en double-chœur (Breitkopf, tome XXXII). C’est son collaborateur Haller qui compose certaines parties assurées par le deuxième chœur, pratique assez fréquente au XIXe siècle.
L'association est toujours défendue par le pape Léon XIII, élu en 1878 qui déclare qu’en dépit de leurs différences importantes, les deux éditions, celle de Ratisbonne en notes égales et celle de l'abbaye Saint-Pierre de Solesmes avec le rythme verbal (une rythme libre sans battement) expriment toutes deux le chant authentique composé par saint Grégoire le Grand († 604). D’où une certaine confusion. Si l'édition de Solesmes est sélectionnée lors du congrès européen d'Arezzo en 1882 malgré la présentation d'Haberl, le pape Léon XIII réaffirme son soutien à l'édition de Ratisbonne le 3 mai 1884, avec son contre-bref Quamquam nos.
Dès 1890, Dom André Mocquereau de Solesmes commence pourtant à convaincre le Saint-Siège de la légitimité scientifique de sa méthode. La publication de la Paléographie musicale en 1892 indique ainsi qu'avec d'énormes irrégularités, la rédaction de Haberl est complétement différente des manuscrits authentiques ,. L’édition de Ratisbonne, perd alors en crédit, et Léon XIII ordonne l’examen du privilège de l'édition. Celui-ci n’est finalement pas renouvelé à partir de 1901, malgré son expiration.

### Réforme liturgique du pape Pie X
Le cardinal Giuseppe Sarto, futur Pie X, et spécialiste de la musique sacrée depuis sa jeunesse, a conscience qu’une réforme de la musique liturgique catholique est nécessaire. En 1893, il est sollicité par Léon XIII pour proposer un nouveau règlement concernant la musique sacrée. Il soutient l'abbaye de Solesmes en y envoyant en 1894 le jeune Lorenzo Perosi, déjà proche du mouvement cécilien par l’intermédiaire d'Haberl. La même année, Perosi est nommé maître de la Cappella Marciana, sous le patriarche de Venise Sarto. Élu pape en 1903, saint Pie X lance avec le motu proprio Inter pastoralis officii sollicitudes, qu’il émet le jour de la fête de sainte Cécile, un mouvement de réforme liturgique. Les articles de ce motu proprio entendent conjuguer la réflexion du concile de Trente et celle que porte le mouvement cécilien. 
La réforme de Pie X est effectuée par la commission de l'Édition Vaticane dont le président, Dom Joseph Pothier, est originaire de Solesmes. Quoique le motu proprio donne un rôle secondaire à la polyphonie, l'Édition Vaticane d’un graduel et d’un antiphonaire grégorien impose le chant grégorien dans toutes les églises catholiques. Dès lors, le mouvement cécilien n’a plus vraiment d'influence au Saint-Siège, ni à l’échelle internationale. La réforme de saint Pie X, se substitue, en quelque sorte, aux élans du mouvement.
Toujours compositeur au Vatican, Lorenzo Perosi conserve toutefois le style du mouvement cécilien, et poursuit l’animation de l'association italienne de Sainte-Cécile dont l'origine remonte à 1585 et qui demeure quasiment indépendante de celle de Ratisbonne.

### Revue Cécilienne
Après la réforme du pape Pie X, qui débute en 1903, le mouvement conserve un certain dynamisme dans les pays germanophones. Ainsi, la ville de Fribourg en Suisse, à proximité de l’isoglosse qui sépare les aires de locution françaises et allemandes, devient, sous l’impulsion de Monseigneur Placide Colliard qui souhaite que le mouvement trouve un second souffle, un nouveau centre pour celui-ci, jusqu'au décès de l’évêque en 1920. Dans cette optique, le prêtre Joseph Bovet crée en novembre 1916 la Revue Cécilienne. La Première Guerre mondiale entraîne l’interruption de la publication de cette revue en 1918, après la sortie en septembre d’une onzième numéro. L'augmentation du prix de papiers contraint la cessation et la Semaine catholique succède à cette revue. Le mouvement spirituel et musical organisé par l'abbé Bovet (« Mais il y a lieu d'affirmer que les chanteurs forment avant tout des sociétés de chant liturgique, et non pas des clubs dont les pièces de théâtre préparent la promenade annuelle. ») connait également un bon succès. Le nombre d’adhérents de l'association de Sainte-Cécile augmente : il passe de 1791 en 1912, à 3 920 en 1946. Pour poursuivre cet élan, Pierre Kaelin succède à Bovet, surnommé l’abbé chantant.
Le même phénomène est constaté en Alsace. Avec ses collaborateurs, Marie-Joseph Erb organise en 1882, d'abord sous influence de l'École Niedermeyer de Paris une association indépendante à Strasbourg, et crée une revue bilingue, Cæcilia. En 1897, cette association qui compte quelques chorales catholiques adhère à l'association Sainte-Cécile de Ratisbonne. Elle compte 18 chorales en 1900, 124 en 1904 et 460 en 1914. De cette façon, le mouvement cécilien ne s’éteint pas dans les régions germanophones et périphériques.

### Postérité
Lors de la fondation de l'université catholique d'Amérique à Washington en 1887, Joseph Graf, prêtre allemand et ancien enseignant à Ratisbonne pour le mouvement, est nommé directeur de la musique et chef de chœur. Or, au regard de la communauté catholique irlandaise, qui est très importante aux États-Unis, le mouvement, venu d’Allemagne et d’Autriche, n’a pas assez d'influence. Le premier cardinal-archevêque de New York, John McCloskey († 1885), se montre favorable aux revendications du mouvement cécilien, mais ne met rien en place auprès de la cathédrale Saint-Patrick de New York. Alors que la musique de la Renaissance ne fait pas dans cette cathédrale, l’objet de contestations particulières, les Céciliens et leurs compositions y sont mal considérés. C’est donc principalement parmi les immigrants germanophones que le mouvement trouve des soutiens et des relais, bien que l’église catholique de Baltimore continue de promouvoir les polyphonies dans l’esprit hérité de Joseph Graf.
La polyphonie de l'époque de Palestrina, dont l’utilisation au cours de la liturgie constituait la principale revendication du mouvement cécilien, est en faveur dans les églises jusqu’au concile Vatican II, qui fait adopter la langue vulgaire. Avec le chant grégorien, la polyphonie est protégée et promue par tous les successeurs de Pie X : Pie XI met en avant les œuvres de Palestrina dans sa constitution apostolique Divini cultus à l’article V (1928) tandis que Pie XII rédige l'encyclique Musicæ sacræ disciplina (1955) dont l'article III rappelle cette recommandation.
Le pape Pie X fonde par ailleurs l'École supérieure de musique sacrée, le 3 janvier 1911, dans laquelle le chant grégorien et la polyphonie sont enseignés. Cette école était un projet du jésuite et musicologue autrichien Angelo de Santi : elle devait former des musiciens capables d'exécuter correctement la musique liturgique au cours des célébrations. Elle devient l’Institut pontifical de musique sacrée, l’une des universités pontificales, où l'enseignement du chant grégorien et de la polyphonie est toujours assuré.

## Actualité
Comme à l’époque de sa fondation, les sympathisants du mouvement sont pour l’essentiel des fidèles germanophones, en Allemagne, en Autriche et en Suisse. L’association célèbre son 150e anniversaire en 2018. À Ratisbonne, Allegemeine Cäcilien-Verband für Deutschland continue ses activités tandis que la revue Musica sacra, créée par Witt, est encore publiée. Il semble que la fusion avec celle de Rome n'ait pas tenue.

### Site officiel
- Allemagne :
- Italie :

## Référence bibliographique
- Patrick M. Liebergen, The Cecilian Mouvement In The Nineteenth Century : Summary Of The Mouvement, revue Choral Journal, tome XXI-9 (mai 1981), p. 13 - 16 (en)[lire en ligne]

1. 1 2 3 4 5 6 7 8 9 10 11 12  p. 13

- Patrice Borcard, Joseph Bovet 1879 - 1951, Itinéraire d'un abbé chantant, Éditions La Saline, Fribourg 1993  (ISBN 2-88355-014-X) 255 p. [lire en ligne]

1. ↑  p. 162
2. ↑  p. 164
3. ↑  p. 168
4. ↑  p. 175, article dans La Semaine catholique, le 9 juillet 1936.
5. ↑  p. 174

- Edward Schaefer, Catholic Music Through the Ages, Hillenbrand, Chicago 2008  (ISBN 978-1-59525-020-9) (en)[lire en ligne]

1. 1 2  p. 115
2. ↑  p. 114
3. ↑  p. 112
4. 1 2 3  p. 110
5. ↑  p. 114, note n° 27 ; publication de 1862 à 1908 dont celle d'Haberl entre vers 1880 et 1908

- Ann L. Silverberg, Cecilian Reform in Baltimore, 1868 - 1903, dans le livre, Paul Collins (éd.), Renewal and Resistance : Catholic Church Music from the 1850s to Vatican II, Peter Lang, Bern 2010, p. 171 - 188  (ISBN 978-3-03911-381-1) (en)[lire en ligne]

1. ↑  p. 171
2. ↑  p. 171 et 173
3. ↑  p. 173, note n° 3
4. ↑  p. 173
5. 1 2  p. 173 - 174
6. 1 2 3 4  p. 175
7. ↑  p. 172
8. 1 2 3 4 5  p. 174

- Lucia Mari, Sia una la forma della preghiera e, per quanto è possibile, la norma del canto, dans le livre Giuseppe Sarto, Vecoco di Mantova, 2014 (it)

1. 1 2 3 4  p. 371
2. ↑  p. 387